# Empathy (EP)
Empathy (in coreano: 공감) è il primo EP del cantante sudcoreano D.O., pubblicato nel 2021.

## Tracce
1. Rose – 2:33
2. I'm Gonna Love You (featuring Wonstein) – 2:31
3. My Love – 2:54
4. It's Love (다시, 사랑이야) – 3:57
5. Dad (나의 아버지) – 2:54
6. I'm Fine – 3:09
7. Rose (English version) – 2:33
8. Si Fueras Mía – 3:57